# فريدريك مكدونالد
فريدريك مكدونالد (بالإنجليزية: Frederick McDonald)‏ هو مدرس وسياسي أسترالي، ولد في 7 ديسمبر 1872، وتوفي في أبريل 1926. نشط حزبياً في حزب العمال الأسترالي. وقد انتخب عضو في مجلس النواب الأسترالي عن دائرة Division of Barton ‏ (16 ديسمبر 1922 – 14 نوفمبر 1925).